# Mnemosyne (Bildatlas)
Der Bilderatlas Mnemosyne ist der Titel eines unvollendeten Projektes des deutschen Kunsthistorikers und Kulturwissenschaftlers Aby Warburg, der mit Hilfe von Bildern das vielfältige Weiterleben der Antike in der europäischen Kultur anschaulich zu machen versuchte.

## Geschichte
Im August 1924 begann Warburg mit der Arbeit an dem Bilderatlas Mnemosyne. Sein vollständiger Titel lautet Mnemosyne, Bilderreihe zur Untersuchung der Funktion vorgeprägter antiker Ausdruckswerte bei der Darstellung bewegten Lebens in der Kunst der europäischen Renaissance. Das Projekt blieb durch Warburgs Tod am 26. Oktober 1929 unvollendet. Es wurde nach 1933 von seinen Mitarbeitern nach London in das Warburg Institute überstellt. Unter der Direktion von Ernst Gombrich – er stand der ikonologischen Methode skeptisch gegenüber – geriet der Bilderatlas in Vergessenheit.
Ab den späten 1980er Jahren bekam der Atlas wieder mehr Aufmerksamkeit. 1993 wurde an der Akademie der bildenden Künste Wien eine Ausstellung mit einer Rekonstruktion gezeigt und eine Begleitpublikation veröffentlicht.
Im Rahmen der Schriftenreihe zum Werk von Aby Warburg gaben Martin Warnke und Claudia Brink im Jahr 2000 eine Werkausgabe über den Bilderatlas heraus.
2020 wurde eine Rekonstruktion in Berlin in den Ausstellungen im Haus der Kulturen der Welt sowie in der Gemäldegalerie gezeigt.

## Arbeitsweise
Das Ziel des Mnemosyne-Atlas beschrieb Ernst Gombrich in seiner Warburg-Biographie damit, dass durch Warburg „… das Schicksal der Götter in der astrologischen Überlieferung und die Rolle der antiken Pathosformel in der nachmittelalterlichen Kunst und Kultur“ beschrieben wurde.
Auf Anregung von Fritz Saxl benutzte Warburg mit schwarzem Stoff bespannte Holzrahmen, auf die er mit Stecknadeln Fotografien von Bildern anheftete, die jeweils zu einem bestimmten Thema oder um einen Schwerpunkt gruppiert und umgruppiert wurden. Dabei beschränkte er sich nicht auf klassische Forschungsobjekte der Kunstwissenschaft, sondern berücksichtigte auch Werbeplakate, Briefmarken, Zeitungsausschnitte oder Pressefotos von Tagesereignissen. Die Tafeln dienten zunächst als Demonstrationsmittel für Vorträge und Ausstellungen, die im Lesesaal der Hamburger Bibliothek stattfanden. Warburg führte hier als ein erster Dozent die Reproduktionen als Mittel der Didaktik in Ausstellungen und als Hilfsmittel des Fachs Kunstgeschichte ein. Der Atlas bestand schließlich aus über 40 Kartons mit ca. 1.500 bis 2.000 Fotos.

## Werkausgabe
- ›Mnemosyne‹ Materialien. Begleitmaterial zur Ausstellung »Aby M. Warburg, Mnemosyne«. Herausgegeben von Werner Rappl, Gudrun Swoboda, Wolfram Pichler, Marianne Koos. Hamburg, Dölling und Galitz, 1994, online
- Der Bilderatlas Mnemosyne. Hrsg. von Martin Warnke und Claudia Brink. Abteilung II, Band 1 der Schriftenreihe. Akademie Verlag, Berlin 2000.